# La Losilla y San Adrián
La Losilla y San Adrián es una localidad española del municipio de Vegaquemada, en la provincia de León, comunidad autónoma de Castilla y León. Está formada por dos barrios: La Losilla, al oeste, y San Adrián, al este. La iglesia está dedicada a los santos Adrián y Natalia. Su festividad se celebra el 8 de septiembre en honor a Nuestra Señora del Somerado.

## Localidades limítrofes
Confina con las siguientes localidades:
- Al norte con Boñar.
- Al noreste con Las Bodas.
- Al sureste con La Devesa de Boñar y Santa Colomba de las Arrimadas.
- Al sur con Laíz de las Arrimadas.
- Al suroeste con Vegaquemada.
- Al oeste con Palazuelo de Boñar.
- Al noroeste con La Mata de la Riba.

## Demografía
Evolución de la población
| Gráfica de evolución demográfica de La Losilla y San Adrián entre 2000 y 2017 |
|                                                                               |
| Población de derecho (2000-2017) según el padrón municipal del INE            |

## Historia
Así se describe a La Losilla y San Adrián en el tomo I del Diccionario geográfico-estadístico-histórico de España y sus posesiones de Ultramar, obra impulsada por Pascual Madoz a mediados del siglo XIX:

Lugar en la provincia y diócesis de León (6 ½ leguas), partido judicial de La Vecilla (4 ½) y ayuntamiento de Vegaquemada. Situado entre dos alturas que le ciñen por E y O; su clima, aunque frío, es bastante sano. Se compone de dos barrios divididos por un arroyuelo que corre de NO a SE; en el denominado de San Adrián que se halla a la izquierda, existen los baños a que da nombre, los cuales se surten de una fuente de agua mineral tepida, potable, que produce buenos efectos a los enfermos de reúma; éstos pertenecían al convento de San Pedro de Eslonza, pero hoy son de dominio particular; de la expresada fuente hizo análisis en el año de 1818 Don Antonio Chalanzón farmacéutico en la ciudad de León. A la derecha en llano y a la falda de una de dichas alturas, está la Losilla, en cuyo barrio se encuentra la parroquia que ha sido servida por un monje Benito, que por cuatrienio designaba el Abad del referido San Pedro de Eslonza; este monasterio tenía el derecho de nombrar alcalde ordinario y escribano. El término común confina por N con Bodas, por E con la de Debesa de Boñar, por S con Palazuelo y por O con Vega de Boñar; comprende buenos prados de pastos y sobre 300 fanegas de tierra de cultivo, que se riegan con las aguas del arroyuelo y las que bajan de los manantiales que nacen en los montes del término. Producciones: centeno, trigo, cebada, legumbres y lino; cría ganado vacuno, lanar y caballar; escasea la leña, pero hay madera de chopo para construcción. Población: 24 vecinos y 108 almas. Contribución: con el ayuntamiento (V.).
Diccionario geográfico-estadístico-histórico de España y sus posesiones de Ultramar